# Anatoliy Ilyin
Anatoliy Mikhaylovich Ilyin - em russo, Анатолий Михайлович Ильин (Moscou, 27 de junho de 1931 - Moscou, 10 de fevereiro de 2016) - foi um ex-futebolista soviético de origem russa.

## Carreira
Ilyin foi um dos grandes jogadores da União Soviética nos anos 50, Ilyin defendeu, entre equipes principais, apenas o Spartak Moscou e a Seleção Soviética. Foi cinco vezes campeão soviético, em 1952, 1953, 1956, 1958 e 1962 (ano em que parou de jogar), tendo sido artilheiro duas vezes, em 1954 e 1958.
1958 foi talvez seu ano mais especial: além de artilheiro e campeão da Liga Soviética, venceu com o Spartak também a Copa da URSS. E, o mais importante, foi chamado à Copa do Mundo de 1958, o primeiro mundial da URSS, sendo um dos remanescentes do time que conquistou a medalha de ouro nas Olimpíadas de 1956 - da qual foi o autor do gol do título, na vitória pelo placar mínimo contra a Iugoslávia. Ao lado de Igor Netto e Konstantin Krizhevskiy, foi também o único soviético da Copa que chegara a disputar as Olimpíadas de 1952, a primeira competição disputada pela URSS.
No mundial da Suécia, Ilyin marcou dois gols: um na vitória por 2 x 0 sobre a Áustria, e outro salvador contra a Inglaterra, em partida-desempate para decidir a segunda colocação do grupo. O gol foi o suficiente para eliminar os favoritos ingleses e permitir a classificação soviética para as quartas-de-final, onde foram eliminados pelos anfitriões suecos.